# گلتین ریور رنچ (مونتانا)
گلتین ریور رنچ (به انگلیسی: Gallatin River Ranch) شهری در ایالت مونتانا کشور ایالات متحده آمریکا است که جمعیت آن در سرشماری سال ۲۰۱۰ میلادی، ۶۹ نفر بوده‌است.